# Grand Prix Francji 1973
Grand Prix Francji 1973 (oryg. Grand Prix de France) – ósma runda Mistrzostw Świata Formuły 1 w sezonie 1973, która odbyła się 1 lipca 1973, po raz drugi na torze Circuit Paul Ricard.
59. Grand Prix Francji, 23. zaliczane do Mistrzostw Świata Formuły 1.

## Klasyfikacja
| Legenda oznaczeń w tabelach wyników Wyświetl szablon na nowej stronie | Legenda oznaczeń w tabelach wyników Wyświetl szablon na nowej stronie                                                                     |
| Oznaczenie                                                            | Wyjaśnienie |
| --------------------------------------------------------------------- | --- |
| Złoty                                                                 | Zwycięzca lub mistrzostwo |
| Srebrny                                                               | 2. miejsce lub wicemistrzostwo |
| Brązowy                                                               | 3. miejsce lub II wicemistrzostwo |
| Zielony                                                               | Ukończył, punktował (w klasyfikacji generalnej, gdy zdobył co najmniej jeden punkt na przestrzeni sezonu, poza trzema powyższymi opcjami) |
| Niebieski                                                             | Ukończył, nie punktował (w klasyfikacji generalnej, gdy nie zdobył co najmniej jednego punktu na przestrzeni sezonu)                      |
| Czerwony                                                              | Nie zakwalifikował się (NZ) |
| Czerwony                                                              | Nie prekwalifikował się (NPK) |
| Różowy                                                                | Nie ukończył (NU) |
| Różowy                                                                | Niesklasyfikowany (NS) (w klasyfikacji generalnej, gdy nie został sklasyfikowany w żadnym wyścigu sezonu)                                 |
| Czarny                                                                | Zdyskwalifikowany (DK) |
| Czarny                                                                | Wykluczony (WYK/EX) |
| Biały                                                                 | Nie wystartował (NW) |
| Biały                                                                 | Kontuzjowany (K/INJ) |
| Biały                                                                 | Wyścig odwołany (OD/C) |
| Bez koloru                                                            | Został wycofany (WYC/WD) |
| Bez koloru                                                            | Nie przybył (NP/DNA) |
| Bez koloru                                                            | Nie brał udziału w treningach (NT/DNP) |
| Bez koloru                                                            | Nie został zgłoszony (–) |
| Pogrubienie                                                           | Start z pole position |
| Kursywa                                                               | Najszybsze okrążenie wyścigu |
| †                                                                     | Nie ukończył, ale jego rezultat został zaliczony ze względu na przejechanie więcej niż 90% dystansu wyścigu.                              |
| *                                                                     | Sezon w trakcie |
| 1/2/3                                                                 | Punktowana pozycja w sprincie kwalifikacyjnym                                                                                             |
| Lista systemów punktacji Formuły 1                                    | |

Źródło: F1Ultra
| Poz. | Nr. | Kierowca             | Konstruktor       | Okrążenia | Czas/powód NU    | Poz. Start. | Punkty |
| ---- | --- | -------------------- | ----------------- | --------- | ---------------- | ----------- | ------ |
| 1    | 2   | Ronnie Peterson      | Lotus-Ford        | 54        | 1:41:37.4        | 5           | 9      |
| 2    | 6   | François Cevert      | Tyrrell-Ford      | 54        | 40.92            | 4           | 6      |
| 3    | 10  | Carlos Reutemann     | Brabham-Ford      | 54        | 46.48            | 8           | 4      |
| 4    | 5   | Jackie Stewart       | Tyrrell-Ford      | 54        | 46.93            | 1           | 3      |
| 5    | 3   | Jacky Ickx           | Ferrari           | 54        | 48.9             | 12          | 2      |
| 6    | 27  | James Hunt           | March-Ford        | 54        | + 1:22.54        | 14          | 1      |
| 7    | 4   | Arturo Merzario      | Ferrari           | 54        | + 1:29.19        | 10          |        |
| 8    | 7   | Denny Hulme          | McLaren-Ford      | 54        | + 1:29.53        | 6           |        |
| 9    | 21  | Niki Lauda           | BRM               | 54        | + 1:45.76        | 17          |        |
| 10   | 12  | Graham Hill          | Shadow-Ford       | 53        | + 1 okrążenie    | 16          |        |
| 11   | 20  | Jean-Pierre Beltoise | BRM               | 53        | + 1 okrążenie    | 15          |        |
| 12   | 19  | Clay Regazzoni       | BRM               | 53        | + 1 okrążenie    | 9           |        |
| 13   | 24  | Carlos Pace          | Surtees-Ford      | 51        | + 3 Okrążeń      | 18          |        |
| 14   | 25  | Howden Ganley        | Iso Marlboro-Ford | 51        | + 3 Okrążeń      | 24          |        |
| 15   | 29  | Rikky von Opel       | Ensign-Ford       | 51        | + 3 Okrążeń      | 25          |        |
| 16   | 11  | Wilson Fittipaldi    | Brabham-Ford      | 50        | + 4 Okrążeń      | 19          |        |
| NU   | 8   | Jody Scheckter       | McLaren-Ford      | 43        | Wypadek          | 2           |        |
| NU   | 1   | Emerson Fittipaldi   | Lotus-Ford        | 41        | Wypadek          | 3           |        |
| NU   | 23  | Mike Hailwood        | Surtees-Ford      | 29        | Wyciek oleju     | 11          |        |
| NU   | 9   | Andrea de Adamich    | Brabham-Ford      | 28        | Wał prz. napędu  | 13          |        |
| NU   | 15  | Reine Wisell         | March-Ford        | 20        | Przegrzanie      | 22          |        |
| NU   | 16  | George Follmer       | Shadow-Ford       | 16        | Probl. z paliwem | 20          |        |
| NU   | 26  | Henri Pescarolo      | Iso Marlboro-Ford | 16        | Przegrzanie      | 23          |        |
| NU   | 14  | Jean-Pierre Jarier   | March-Ford        | 7         | Wał prz. napędu  | 7           |        |
| NU   | 17  | Jackie Oliver        | Shadow-Ford       | 0         | Sprzęgło         | 21          |        |